# Referendum costituzionale a Cuba del 2019
Il referendum costituzionale a Cuba del 2019 si tenne il 24 febbraio 2019 a Cuba. Gli elettori cubani sono stati chiamati alle urne per approvare le modifiche alla costituzione di Cuba votate dall'Assemblea nazionale del potere popolare nel luglio 2018.
La modifica alla costituzione è stata approvata dagli elettori con il 91% dei voti.

## Modifiche costituzionali
Le principali modifiche introdotte nella Costituzione di Cuba includono:
- riconoscimento della proprietà privata;
- riconoscimento degli investimenti esteri
- reintroduzione della funzione del Primo Ministro di Cuba;
- trasferimento della titolarità del Consiglio di Stato al Presidente dell'Assemblea nazionale;
- introduzione della funzione di Sindaco, aggiuntiva a quella del Presidente dell'assemblea municipale;
- creazione di una necessaria ratifica dei governatori provinciali e dei vicegovernatori nominati dal Presidente della Provincia da parte delle amministrazioni comunali locali;
- creazione di nuovi Consigli provinciali composti da membri scelti dai comuni, in sostituzione dell'attuale sistema di assemblee provinciali sul modello dell'Assemblea nazionale del potere popolare;
- introduzione del limite di età massima di 60 anni per ogni Presidente di Cuba che inizi il suo primo mandato;
- introduzione del limite di due mandati quinquennali per la presidenza;
- esenzione della durata del mandato dei consiglieri comunali a cinque anni;
- introduzione del divieto di discriminazione basato su genere, razza, origine etnica, orientamento sessuale, identità di genere o disabilità;
- eliminazione del requisito che il matrimonio sia contratto "tra un uomo e una donna";
- reintroduzione del principio della presunzione d'innocenza nel sistema giuridico (già previsto nella Costituzione cubana del 1940);
- introduzione del diritto all'assistenza legale immediatamente dopo l'arresto;
- introduzione della possibilità di citare in giudizio il governo per danni o negligenza.

## Risultati
| Preferenza                    | Voti      | %      |
| ----------------------------- | --------- | ------ |
| Sì                            | 6.816.169 | 90,61  |
| No                            | 706.400   | 9,39   |
| Schede bianche/nulle          | 325.774   | –      |
| Totale                        | 7.848.343 | 100,00 |
| Elettori registrati/affluenza | 8.705.723 | 90,15  |
| Fonte: Prensa Latina          |           |        |